# Oestrophora triangulifera
Oestrophora triangulifera är en insektsart som beskrevs av Ludwig Redtenbacher 1906. Oestrophora triangulifera ingår i släktet Oestrophora och familjen Pseudophasmatidae. Inga underarter finns listade i Catalogue of Life.